# Campionati francesi di sci alpino 1988
Ai Campionati francesi di sci alpino 1988 furono assegnati i titoli di discesa libera, supergigante, slalom gigante, slalom speciale e combinata, sia maschili sia femminili.

## Risultati
| Specialità      | Uomini           | Donne             |
| --------------- | ---------------- | ----------------- |
| Discesa libera  | Adrien Duvillard | Béatrice Filliol  |
| Supergigante    | Luc Alphand      | Catherine Quittet |
| Slalom gigante  | Yves Tavernier   | Catherine Quittet |
| Slalom speciale | Didier Bouvet    | Patricia Chauvet  |
| Combinata       | John Piccard     | Catherine Quittet |